# Carcharhinus cautus
Carcharhinus cautus е вид пилозъба акула от семейство Сиви акули (Carcharhinidae).

## Разпространение и местообитание
Видът е разпространен в Австралия (Западна Австралия, Куинсланд и Северна територия), Папуа Нова Гвинея и Соломонови острови.
Среща се на дълбочина около 15 m.

## Описание
На дължина достигат до 1,5 m.
Продължителността им на живот е около 16,4 години.